# محاصره شیراکاوا-دن
محاصره شیراکاوا-دن (به ژاپنی: 白河殿夜討) رویداد مرکزی شورش هوگن، منازعه جانشینی پس از مرگ امپراتور توبا امپراتور توبا بود. در این رویداد تمامی نیروهای اصلی دوران شامل خاندان فوجیوارا، خاندان میناموتو و خاندان تایرا درگیر شدند.